# Vladimir Vagner
Vladimir Vagner, (1849-1934) licenciado em zoologia, passou o verão de 1891 em Bogimovo, perto de Aleksin, onde conheceu Anton Tchecov. De acordo com Michail Tchecov, este recém-licenciado e defensor do darwinismo-social que escrevia na altura uma tese de habilitação, passou várias noites em acesos debates com Anton Tchecov. As impressões destes encontros fluiram no romance de Tchecov o duelo, onde as ideias de vagner aparecem espelhadas na figura do romance "von Koren" (também um zoólogo).

## Relato do irmão
Michail Tchecov resumiu assim a discussão entre Vagner e Tchecov:
"Vagner afirmava: quando a degeneração tiver começado, então não há retorno, pois a Natureza não é para brincadeiras. Tchecov respondia: por muito grande que essa degeneração possa ser, ela pode sempre ser ultrapassada através de força de vontade e através da educação".
Possivelmente será esta determinação que move a figura do romance "Laevski" a procurar uma saída.